# Qushtumur (Mahfuz)
Qushtumur (arabisch قشتمر, DMG Quštumur) ist ein Roman des ägyptischen Schriftstellers und Literaturnobelpreisträgers Nagib Mahfuz (1911–2006). Der Roman erschien 1988 und war der letzte publizierte Roman des Autors.

## Inhalt
Zentrum der Handlung ist das Café Qushtumur im Kairoer Stadtviertel al-ʿAbbāsīya, das der Autor aus eigener Erfahrung kennt. Hier trifft sich der Erzähler in regelmäßigen Abständen mit vier Freunden, die alle 1910 geboren wurden und schon als Grundschüler miteinander bekannt waren. Ihre Lebensläufe widerspiegeln die Geschichte Ägyptens über rund 70 Jahre, vom Beginn des 20. Jahrhunderts über den Zweiten Weltkrieg und die Revolution von 1952, die Kriege von 1967 und 1973 bis zur Übergangsperiode in den 1980er Jahren. Wie die Mehrzahl von Mahfuz' Werken hat auch dieser Entwicklungsroman politische Bedeutung und beschreibt kritisch die herrschenden Zustände in Ägypten, den trügerischen Verlauf von Revolutionen und die Natur von Führungspersönlichkeiten. Einer der Kaffeehausbesucher bemerkt: „Solange es Menschen gibt, die geben und nicht nehmen, wird es selbstverständlich auch immer solche geben, die nehmen und nicht geben.“ Der Roman ist nicht in Kapitel unterteilt, der Lauf der Zeit erscheint als fließendes Kontinuum. Das Buch beschwört zu Beginn das Quartier al-ʿAbbasiya aus den längst entschwundenen Tagen der Jugend, ähnlich wie Prousts Auf der Suche nach der verlorenen Zeit, und endet, als einer der vier Freunde des Erzählers die Sure ad-Duhā aus dem Koran deklamiert.
Qushtumur ist bisher auf Englisch unter dem Titel „The Coffeehouse“ und auf Hebräisch als „Unser Café“ übersetzt worden.